# Žutouhi pingvin
Žutouhi pingvin (lat. Eudyptes chrysocome) je vrsta pingvina čija je najbliža srodnica vrsta Eudyptes moseleyi. U rodu Eudyptes, to je jedan od manjih crnobijelih pingvina sa žutim obrvama. 
Ima jarko žute obrve koje se nastavljaju do iza crvenih očiju. Živi u kolonijama na morskim obalama i liticama. Hrani se krilom, lignjama, ribom, mekušcima, planktonom, sipama i rakovima. Dug je 45-48 cm, a težak 2-3,4 kg, dok rekord iznosi 5 kg.
Postoji oko milijun parova žutouhih pingvina, a moguće i više. Rasprostranjeni su u podantarktičkim vodama zapadnog Pacifičkog i Indijskog oceana i u južnom dijelu Južne Amerike. Ova vrsta se smatra ranjivom, zbog velikog pada od 24% populacije u posljednjih trideset godina. Glavnim razlogom takvom padu populacije smatra se pretjerani izlov vrsta životinja koji su hrana ovih pingvina. Najstariji žutouhi pingvin uginuo je u listopadu 2003. u dobi od 29 godina i 4 mjeseca. Zvao se Rocky.
Postoje dvije podvrste žutouhog pingvina:
- Američki žutouhi pingvin (latinski Eudyptes chrysocome chrysocome) - rasprostranjen na krajnjem jugu Južne Amerike
- Indopacifički žutouhi pingvin (latinski Eudyptes chrysocome filholi)  - rasprostranjen na podantarktičkim otocima Indijskog i zapadnog Pacifičkog oceana

Lik iz crtanog filma Ples malog pingvina (engleski Happy Feet), Lovelace, kojeg je glumio Robin Wiliams, je žutouhi pingvin. Nekoliko likova iz crtanog filma Pravi surferi (engleski Surf's Up), također su žutouhi pingvini. 